# Томас, Йен
Йен Томас (англ. Ian Thomas) (род. 30 апреля 1997 года) — певец, составивший свою песню по мотивам песни Джастина Бибера «Baby» (перепевший её на голландском языке). Знаменит в Голландии, а также в Бельгии. Он виделся с Джастином Бибером лично.
Поёт не только на голландском, но также на английском.
Родители Йена в феврале 2011 года опубликовали его первое видео на YouTube и оно сразу стало очень популярным в Бельгии и Голландии. Он выпустил сингл «Baby» и составил топ-50 в локальной карте музыки и официально стал самым продаваемым певцом.
В конце февраля 2011 года, на странице Netlog четырнадцатилетний Йен Томас набрал более 167 000 посетителей. Более 16 280 из них зарегистрировались в качестве «друга». На данный момент он известен не только в Бельгии и Голландии, так же у него имеются фанаты из Америки, и больше 2000 фанатов из России.

## Карьера
Все началось с того видео, которое было снято отчимом Крисом Тонхеленом, которое вскоре стало набирать просмотры. Это было видео — пародия на Джастина Бибера, песня Baby на голландском. Это было быстро подхвачено местными СМИ. Статьи во всех крупнейших газетах в студии с MNM, гость FUZZ. Программа «Супер фанаты» на VT4, он был номинирован на Радио на 2 награды и был замечен несколько раз в 10 фламандских и Фландрии странах. Различные видео Йена на YouTube набрали уже более 1 млн просмотров. Его страница на фейсбуке имеет более чем 198000 лайков «мне нравится».
Было распродано более чем 10 000 копий его первого альбома «More Than A Game» — «Больше Чем Игра».
6 февраля 2014 года страница Йена в твиттере была верифицирована, что означает подлинность аккаунта.
Йен Томас связался с Island Def Jam после того, как его сингл "Rain" достиг #1. Томас поехал в Лос-Анджелес 18 ноября 2013 года для записи клипа на песню "Walking On Air" с Лэнс Бассом и участия в American Music Awards в качестве специального гостя Лэнс Басса. Йен Томас также записал песню "Money" с участием Qwes Kross с 50/50 Global Muzik Inc. Warner Brothers и Snoop Dogg с Island Def Jam песня, написанная коллективом Майли Сайрус. Песня "Money" была написана и спродюсирована M.E. (aka) Jeff Friedland, Chris Hanebutt, Dj IZM Writers: Jeff Friedland, Chris Hanebutt, IZM, T.Coles, Mike Hunnid, Qwes Kross.

## Чарты
Песня Baby на протяжении 4 недель держалась в чарте Belgium Singles Top 50. Появившись в чарте на 44 позиции, композиция в итоге поднялась до 15 места, где продержалась неделю.
Альбом More Than A Game на протяжении 13 недель участвовала в чарте Belgium Albums Top 50. Появился альбом в чарте на 15 позиции, и сумел добраться до 6 места.

## Личная жизнь
Певец сын актера Фрэнка Хюлена и хореографа Бриджит Деркс. Певец и актер Крис Ван Тонхелен его отчим.

## Дискография
- 2011: More Than A Game
- 2013: Diversity
- 2014: Game Time

## Видеография
| Название                   | Год  | Альбом           | Дуэт                                           |  |
| -------------------------- | ---- | ---------------- | ---------------------------------------------- |  |
| "Baby"                     | 2011 | More Than A Game |                                                |  |
| "Autograph"                | 2011 | More Than A Game |                                                |  |
| "Kiss Kiss"                | 2011 | More Than A Game |                                                |  |
| "You Got Me Down"          | 2011 | More Than A Game |                                                |  |
| "Haters"                   | 2012 | /                | ft Chloé en Melodi                             |  |
| "You Are The One"          | 2012 | Diversity        | ft Mello                                       |  |
| "Dans De Wereld Rond"      | 2012 | /                | ft Nicole and Hugo                             |  |
| "Life Is Good"             | 2012 | /                |                                                |  |
| "Turn The Tide"            | 2012 | Diversity        |                                                |  |
| "Lalaland"                 | 2013 | Diversity        |                                                |  |
| "Dancefloor In Five"       | 2013 | Diversity        |                                                |  |
| "Rain"                     | 2013 | Game Time        |                                                |  |
| "Walking on air"           | 2014 | Game Time        | Snoop Dogg, Bella Blue, Lance Bass and Anise K |  |
| "Another Round"            | 2014 | Game Time        |                                                |  |
| "Fall in Love"             | 2014 | /                | ft Dennis                                      |  |
| "Money"                    | 2014 | Game Time        | Qwes Kross                                     |  |
| "Slow Down"                | 2014 | Game Time        |                                                |  |
| "The Way It Feels"         | 2014 | Game Time        | Bella Blue                                     |  |
| "Love X4"                  | 2014 | Game Time        |                                                |  |
| "Love X4"                  | 2014 | /                | Tiny G                                         |  |
| "Love X4" American Version | 2014 | Game Time        |                                                |  |
| "Run Away"                 | 2014 | Game Time        | Nyanda                                         |  |

## Фильмография
| Год                    | Название                              | Роль               | Примечания |
| ---------------------- | ------------------------------------- | ------------------ | ---------- |
| 2007                   | Spoed                                 | Тим Ван Де Вивер   | Сезон 11   |
| 2011                   | "I-fan"                               | Играет самого себя | Ketnet     |
| 2011, 2012, 2013, 2014 | "Ketnet King Size"                    | Играет самого себя | Ketnet     |
| 2012                   | "vtmKzoom Pop"                        | Играет самого себя | vtmKzoom   |
| 2013                   | "De Grote Sprong" (Celebrity Splash!) | Играет самого себя | VTM        |